# Gestão Serra–Kassab na prefeitura de São Paulo
|            |                 |
| José Serra | Gilberto Kassab |

Entre 2005 e 2008 a cidade de São Paulo foi governada por José Serra (2005-2006) e Gilberto Kassab (2006-2008). José Serra foi eleito prefeito no segundo turno com 3,3 milhões de votos (55% dos votos válidos), seiscentos mil a mais que Marta Suplicy do PT, que tentava a reeleição. No dia 1º de janeiro de 2005, Serra tomou posse do cargo de prefeito com mandato para até 1º de janeiro de 2009.
Gilberto Kassab assumiu a prefeitura de São Paulo em 31 de março de 2006, após a renúncia do então prefeito, José Serra, para se candidatar ao governo do estado de São Paulo nas eleições de outubro de 2006.
Nas eleições de outubro de 2008, Kassab conseguiu se reeleger, derrotando em segundo turno a candidata do PT, Marta Suplicy (que havia sido a antecessora de Serra na prefeitura). Em 31 de dezembro de 2012, término de seu segundo mandato, Gilberto Kassab completou 6 anos e 8 meses à frente da prefeitura, sendo o terceiro prefeito no período republicano com o maior tempo de governo, somente superado por Francisco Prestes Maia (7 anos e 6 meses, no primeiro mandato entre 1938 e 1945, e quatro anos, no segundo mandato entre 1961 e 1965, em um total de onze anos e seis meses) e Antônio da Silva Prado (doze anos, entre 1899 e 1911).

## 2005-2006
Serra diz que conseguiu, com a renegociação de contratos, uma economia de 450 milhões de reais. Acabou com a taxa do lixo, criada por Marta Suplicy e isentou da taxa de iluminação pública os moradores de ruas não iluminadas.
Assim que assumiu a administração, Serra construiu 46 novas escolas, substituindo outras 44 em condições inadequadas (escolas de lata). As obras foram orçadas em 72 milhões de reais e estima-se que favoreceram cerca de trinta e cinco mil crianças que estudavam nas antigas escolas. Serra também criou a Virada Cultural.
Na saúde firmou novamente convênio com a FURP, retomando a fábrica de remédios do governo do estado de São Paulo, que passou novamente a fornecer remédios à prefeitura. Pesquisas efetuadas pelo IBOPE em março de 2006 mostraram a satisfação de 90% da população usuária do programa de distribuição de medicamentos da prefeitura.[carece de fontes?]
Integrou o Bilhete Único ao Metrô, executou, segundo dados da prefeitura, o maior plano de recapeamento e na pavimentação de ruas da cidade.

### Política urbana
No contraponto, a atuação de Serra na prefeitura foi alvo de opiniões muitas vezes conflitantes. Para alguns especialistas em assuntos urbanos como Mariana Fix, da FAU - Faculdade de Arquitetura e Urbanismo da Universidade de São Paulo, as ações da prefeitura são parte de um processo de gentrificação e de higienismo social da região, ou seja, os moradores de baixa renda teriam o seu direito à cidade negado e estariam submetidos ao processo de expulsão do centro e de segregação. Por outro lado, outros especialistas como o engenheiro Marco Antônio Almeida, da Associação Viva Centro - fundada em 1991 na cidade de São Paulo e formada por entidades, empresas e moradores da região para defender os projetos de reformulação do centro da cidade, de forma inseri-lo de forma competitiva no conjunto das "cidades globais"  - defendem o projeto. Almeida diz que ninguém estaria sendo obrigado a sair do centro, mas que não deve haver incentivo para que pessoas morem em prédios ocupados irregularmente ou para a vinda de moradores de rua para o centro da cidade. De acordo com esse engenheiro, a construção de habitações populares no centro para os moradores de rua acarretaria custos de manutenção com os quais eles não poderiam arcar e geraria uma nova deterioração da região. Entretanto, em 2010 a prefeitura lançou o Programa de Habitação e Requalificação do Centro – Renova Centro, desapropriando de 53 prédios que estão abandonados na região central para a construção de aproximadamente 2.500 unidades habitacionais populares, em investimentos de 400 milhões de reais gerenciados pela Cohab, fruto de uma parceria da prefeitura com a Fundação para Pesquisa Ambiental (Fupam), instituição ligada à FAUUSP.
No início de 2006, Serra interrompeu o desenvolvimento do projeto conhecido como Bairro Novo, que iria requalificar uma região industrial no bairro da Água Branca. Segundo Serra, o projeto - escolhido em concurso de arquitetura promovido em 2004, último ano da gestão de Marta Suplicy- seria inviável. A interrupção foi criticada pelo Instituto de Arquitetos do Brasil, pois, considerando também que o projeto estaria quase concluído, e que os autores teriam deixado de receber honorários pelo trabalho feito.

### Fim do orçamento participativo
A administração de Serra promoveu o desmonte das estruturas relacionadas ao orçamento participativo, o qual havia sido implantando durante a gestão de Marta Suplicy, inspirado nos 16 anos de  experiência adquirida pelo orçamento participativo que existe em Porto Alegre. Quando candidato, José Serra chegou a declarar que o orçamento participativo implantado pela gestão anterior seria puro "marketing".; Orçamento participativo. Tal processo foi criticado pelo líder do Partido dos Trabalhadores na Câmara Municipal, João Antonio. Para eles, o programa do orçamento participativo permitia um certo nível de controle social dos gastos públicos por meio do direcionamento de investimentos de cada subprefeitura atrelado às decisões de reuniões populares - o que era uma tentativa de promover a democracia participativa na esfera municipal em São Paulo. Com a gestão de Serra, tal processo foi interrompido.

### Política fiscal
Logo ao tomar posse, Serra declarou que encontrara as finanças da prefeitura desorganizadas e que Marta Suplicy teria deixado um "rombo" de quase dois bilhões de reais no final de seu governo. Conforme dados da Secretaria Municipal de Finanças da Prefeitura de São Paulo, em 31 de dezembro de 2004, último dia da gestão de Marta, as dívidas da prefeitura eram as seguintes: Empenhos liquidados (entregues pelo fornecedor e reconhecidos pela prefeitura): 652,098 milhões de reais; empenhos não liquidados (o fornecedor diz que entregou, mas a prefeitura não reconhece): 350,856 milhões de reais; empenhos cancelados (cancelados unilateralmente pela prefeitura, apesar de contratados e em execução): 593,733 milhões de reais; despesas sem empenho (serviços feitos sem orçamento definido, entregues e não pagos pela prefeitura): 233 milhões de reais; déficit das empresas estatais da prefeitura (CET, Anhembi, SPTrans, Prodam e Emurb): 322,8 milhões de reais; total de déficit (dívidas): 1,819 bilhão de reais. Marta Suplicy afirma que aplicou a Lei de Responsabilidade Fiscal ao cancelar, no fim de 2004, empenhos no valor de 588 144 825,07, cumprindo, assim, o determinado pelo artigo 55 da referida lei, que obriga o governante a cancelar empenhos ao fim de sua gestão, caso o dinheiro em caixa não seja suficiente. Marta deixou Predefinição:395844009,25 de reais em contratos a pagar com vencimento em 2005 tendo como amparo legal para isso a Lei de Diretrizes Orçamentárias, cujo artigo 30 permitia que contratos de 2004 poderiam ter suas parcelas quitadas a partir de 2005. Tais medida foram  aprovadas pelo Tribunal de Contas do Município com algumas ressalvas e, seis meses após, foram aprovadas na íntegra pelo Supremo Tribunal Federal, em caráter definitivo. "Segundo o TCM, o mesmo artifício foi usado pelo ex-governador Geraldo Alckmin (PSDB) quado ele enviou para a Assembléia, em 2001, a LDO para a execução orçamentária de 2002, último ano de seu governo". Ainda de acordo com o TCM, Marta deixou disponíveis, para o primeiro dia da gestão José Serra/Gilberto Kassab, 91 046 265,51 em caixa. Partidários de Serra afirmam que, para "disfarçar a dívida" e "fugir ao enquadramento pela Lei de Responsabilidade Fiscal", Marta "não teria pago a parcela da dívida do município com a União de dezembro de 2004", e teria sido "salva" pelo governo federal, o que teria feito com que uma parcela 'extemporânea' de dívida fosse cobrada em janeiro de 2005.
Não obstante, as contas de Marta Suplicy foram aprovadas em caráter definitivo pelo Supremo Tribunal Federal. O ministro Eros Grau, do STF, acolhendo manifestação da subprocuradora-geral da República, Cláudia Sampaio Marques, arquivou, em 17 de abril de 2008, a ação contra a ex-prefeita de São Paulo, por descumprimento da Lei de Responsabilidade Fiscal ao cancelar empenhos que já estariam liquidados. A ação se referia ao ano de 2004, quando ela deixou a prefeitura. Cláudia Sampaio lembrou que o Tribunal de Contas do Município de São Paulo aprovara as contas da prefeitura de 2004 e, segundo o TCM, o orçamento estava de acordo com a Lei de Diretrizes Orçamentárias e a Lei de Responsabilidade Fiscal".

### Parcelamento do pagamento da dívida publica
Assim que tomou posse Serra cancelou unilateralmente, através da Portaria Intersecretarial nº 01/2005 da Prefeitura Municipal de São Paulo, os pagamentos de treze mil contratos herdados da gestão Marta Suplicy, cujas dividas superaram as de seu antecessor, Celso Pitta, atingindo 1,9 bilhão de reais, sendo que 970 milhões de reais não estavam cobertos por dinheiro em caixa.

Os detentores desses contratos tiveram que provar a existência dos vínculos e dos contratos logo após a posse da nova administração. Para honrar os pagamentos referentes a serviços e obras de 2005 decretou uma reordenação dos pagamentos, alongando-os em até sete anos, para todos os contratos de valor maior que cem mil reais. Com isso, 93% dos contratos foram honrados em 2005.
Segundo o então prefeito, a principal dificuldade que teria enfrentado nos seis primeiros meses de seu governo teria sido "a enorme bagunça administrativa, financeira, política e moral"  que encontrara ao tomar posse.[carece de fontes?]

## 2006-2008

### Projeto Cidade Limpa

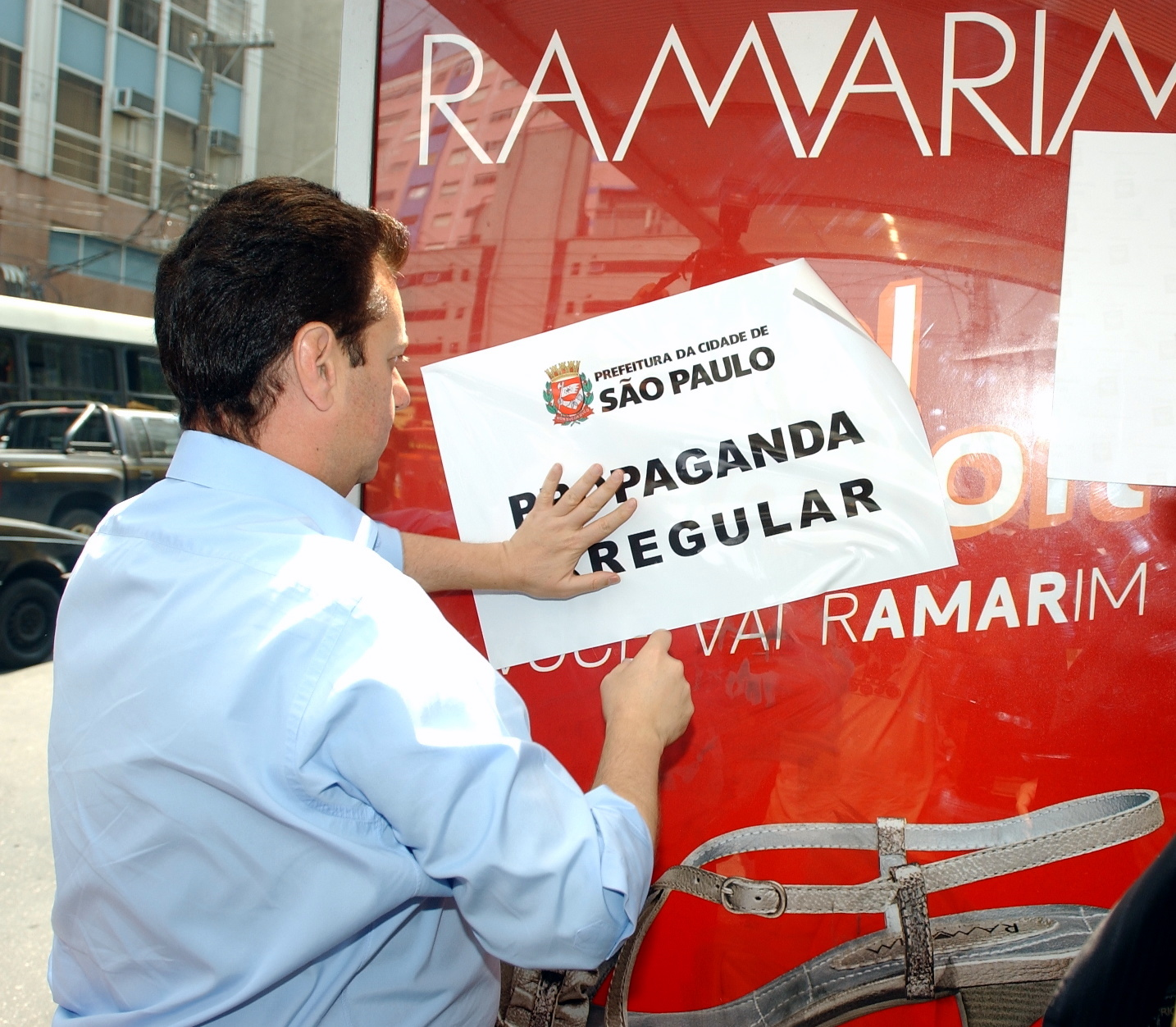
Kassab e a propaganda irregular

Logo após sua posse na prefeitura, em 2006, Kassab enviou um projeto à Câmara Municipal proibindo a utilização da mídia externa no município (outdoors, painéis eletrônicos, distribuição de panfletos e regulamentação de fachadas comerciais) a partir de janeiro de 2007, exceto no mobiliário urbano (pontos de ônibus e relógios de rua) através de licitação pública. O projeto foi denominado "Cidade Limpa".
Um dos motivos alegados pela Prefeitura para a restrição quase total da publicidade era o grande número de anúncios publicitários ilegais e a inaptidão do serviço público em identificá-los, em função da legislação em vigor anteriormente, muito confusa e contraditória segundo técnicos especialistas. A estimativa da Prefeitura é de que 70% de todas as placas publicitárias na cidade continham ilegalidades. Anúncios de caráter histórico, considerados cartões postais da cidade, foram analisados caso a caso.
O projeto foi aprovado pela Câmara com 45 votos a favor e apenas um contra (do vereador Dalton Silvano (PSDB)), em 26 de setembro de 2006 e sancionado pelo prefeito no mesmo dia.
Em 6 de dezembro de 2006, uma liminar suspendeu a aplicação da lei, considerando-a inconstitucional. A Prefeitura recorreu da decisão.. Em 2 de fevereiro, 55 liminares dadas pela Justiça em primeira instância foram anuladas por medida do Tribunal de Justiça (segunda instância), que considerou constitucional a lei Cidade Limpa. Além dessa medida, até março, todas as sentenças emitidas pela Justiça foram favoráveis à Prefeitura.
Um mês depois de aplicada a lei, 40% de todos os anúncios foram retirados das ruas. Além disso, a popularidade da Lei levou os anunciantes a abandonarem a mídia exterior. Assim, mesmo placas de publicidade beneficiadas por liminares judiciais passaram a ficar vazias de anúncio.
De acordo com pesquisa realizada pelo instituto Datafolha em 2007, quando a medida entrou em vigor, "a maioria (63%) dos moradores da cidade de São Paulo [era] a favor do Projeto Cidade Limpa": "Entre os que declaram ter tomado conhecimento do projeto (74% do total) e se dizem bem informados a respeito, a taxa dos que são a favor do Cidade Limpa chega a 73%. A posição favorável ao Cidade Limpa fica acima da média entre os que têm renda familiar mensal acima de dez salários mínimos (71%) e entre os que têm escolaridade superior (72%). A pesquisa mostra que o apoio ao projeto chega a 74% entre os que têm sessenta anos ou mais."
Outra pesquisa, realizada em 2013, mostrava forte aprovação popular da medida: "De forma geral, a Lei Cidade Limpa, que baniu outdoors e outros tipos de propaganda externa das ruas de São Paulo, é aprovada pela maioria (68%). Outros 19% consideram a lei regular, e 13%, ruim ou péssima."
A partir de abril de 2007, os comerciantes também tiveram que adequar as placas indicativas de seus estabelecimentos, da seguinte maneira: se a fachada tivesse menos de dez metros, a placa ou letreiro poderia ter até 1,5 metro quadrado; se tivesse mais de dez metros, até quatro metros quadrados.
Algumas empresas de publicidade posicionaram-se contra o projeto "Cidade limpa", provocando uma guerra judicial de liminares. O projeto criou polêmica no meio publicitário, principalmente entre agências de publicidade exterior, frontalmente afetadas pelo projeto. Elas afirmavam que a lei provocaria desemprego. Não houve, porém, objeção significativa fora deste meio, visto que grande parte dos paulistanos considera a poluição visual um problema crônico da cidade.
Durante a inauguração de um posto de saúde no bairro de Pirituba, Kassab protagonizou um episódio polêmico. Retirou de um hospital aos gritos, Kaiser Paiva Celestino da Silva - dono de uma empresa que fabrica faixas e placas — com empurrões e gritos de "vagabundo" após manifestações contrárias à medida. A reação do político teve grande repercussão na imprensa e teve reprovação inclusive em partidos aliados, como o PSDB. Kassab disse que não admitiria protestos feitos dentro de unidades de saúde em respeito aos doentes, motivo pelo qual expulsou Silva do local. No dia seguinte, pediu desculpas pelo "excesso". A prefeitura, que em um primeiro momento ameaçou estudar medidas legais contra o manifestante, recuou da ideia.
Após algumas mudanças nos prazos e com um alvará que garantia orientação em vez de multa para os lojistas que tiveram dificuldades, os próprios lojistas consideraram que foi uma boa medida, já que os apelos deles quanto aos prazos foram atendidos pela prefeitura.
Como resultado da implantação da lei, segundo dados da Abigraf (Associação Brasileira de Artes Gráficas), aproximadamente setecentos trabalhadores podem ser demitidos, o que representa 40% da mão de obra do setor, e algumas empresas estão ameaçadas de falência. A Abigraf também estima um prejuízo de aproximadamente 220 milhões de reais para o setor na cidade de São Paulo.
Apesar de ser considerado uma lei dura, a população no geral aprovou a medida, e acredita que isto não só vai melhorar a aparência da cidade, como vai trazer mais segurança também, uma vez que alguns comerciantes usavam placas em seus estabelecimentos para esconder irregularidades, como fiação exposta e danos estruturais.

### Leilão de créditos de carbono
Durante a gestão Kassab, a prefeitura de São Paulo foi o primeiro órgão público a realizar um leilão de créditos de carbono no Brasil. O lote de 808.450 créditos do Município foi arrematado em setembro de 2007 pelo Fortis Bank NV/SA, da Holanda, que pagou 34,05 milhões de reais (16,20 euros por tonelada de carbono) na Bolsa de Mercadorias & Futuros (BM&F). O valor representou um ágio de 27,5% sobre o preço mínimo de 12,70 euros, que havia sido fixado pela Prefeitura. Nove empresas ofertaram lances no leilão, feito via internet.
O leilão se insere no Mecanismo de Desenvolvimento Limpo (MDL) instituído pelo Protocolo de Kyoto, por meio do qual os países desenvolvidos podem adquirir créditos de carbono gerados por países em desenvolvimento, financiando, assim, as metas globais.
Os créditos de carbono são resultado das 808 450 toneladas de dióxido de carbono que deixaram de ser lançados na atmosfera pelo Aterro Sanitário Bandeirantes, localizado em Perus, correspondente ao período de dezembro de 2003 a dezembro de 2006.
De acordo com determinação do prefeito, os recursos arrecadados no leilão serão revertidos em investimentos nas regiões de Perus e Pirituba, vizinhos do Bandeirantes. Em 2008, tiveram início as obras de três praças em Perus, as primeiras executadas com recursos de venda de créditos de carbono no País.
Quatorze empresas se credenciaram para o leilão, depositando, cada uma, um milhão de euros como garantia para a participação. Nove delas ofereceram lance: Fortis Bank NV/AS, Merrill Lynch Commodities (Europe) Limited, ABN AMRO Bank NV, Ixis Corporate & Investment Bank, Ecosecurities Capital Ltd., Kredintanstalt Für Wiederaufbau, Electrabel S A, Goldman Sachs International, e Morgan Stanley & Co International PLC.

### Produção de Energia em aterros
Em janeiro de 2008, Kassab inaugurou a usina termelétrica do Aterro Sanitário São João, em São Mateus, na Zona Leste. A usina transforma em energia elétrica a maior parte do gás produzido pela decomposição natural das 27,9 milhões de toneladas de resíduos sólidos depositados no Aterro São João entre 1992 e 2007.
Somada ao aterro Bandeirantes, a inauguração da usina significará a produção de energia limpa suficiente para abastecer 800 mil pessoas, o equivalente à população de Teresina, no Piauí. Somente no Aterro Bandeirantes, a queima de 80% do gás gera 175 mil MWh/ano.
Com a transformação do gás em energia elétrica nos dois aterros, São Paulo deixará de lançar até 2012 um total de onze milhões de toneladas de dióxido de carbono na atmosfera, evitando a emissão de um dos gases responsáveis pelo efeito estufa. Isso corresponderá à poluição gerada por dois milhões de veículos movidos a derivados de petróleo - o equivalente a 40% da frota em circulação no Município. Com a operação da termelétrica, o Aterro São João também passa a gerar créditos de carbono.

### Programa de enterramento da rede elétrica
Em 26 de outubro de 2006 foi regulamentada a lei que torna obrigatório tornar subterrâneo todo o cabeamento da cidade de São Paulo, o PERA - programa de enterramento da rede elétrica. Segundo está lei, empresas que fazem uso de cabos aéreos na cidade de São Paulo, deverão tornar subterrâneo 250 quilômetros de cabos ao ano, plantando árvores onde antes eram postes. O programa é supervisionado e planejado pela Câmara Técnica de Gestão de Redes Aéreas (CTGRA), que durante 24 anos, irá fazer avaliações bienais do andamento do projeto.
A locação do mobiliário urbano para a publicidade foi revogada pelos vereadores. Kassab pretendia, com os recursos obtidos pela venda do espaço, subsidiar parte dos custos do enterramento de fios na cidade, com a intenção de diminuir a poluição visual das ruas de São Paulo.
A Empresa Municipal de Urbanização (Emurb) estima em 250 bilhões de reais o investimento necessário para enterrar os 180 mil quilômetros de cabos e fios da capital paulista.
A Eletropaulo ameaçou acionar a justiça contra esta lei. Segundo a empresa, a aplicação da medida causaria um aumento de quatro vezes o preço da tarifa para os consumidores.

### Inauguração dos Hospitais Cidade Tiradentes e M'Boi Mirim
Em 2007 e 2008, foram inaugurados dois grandes hospitais municipais, começando pelo Hospital Municipal de Cidade Tiradentes, e seguido pelo Hospital Municipal de M'Boi Mirim.
O Hospital de Cidade Tiradentes foi o primeiro hospital entregue pela Prefeitura de São Paulo em 17 anos, sendo que na época de sua inauguração foi planejado com 230 leitos de internação, e capacidade de atendimento de 25 mil pacientes por mês.
O Hospital de M'Boi Mirim, mesmo sendo um hospital municipal, é administrado pelo Hospital Israelita Albert Einstein, um dos maiores e mais modernos hospitais privados do Brasil, em parceria com o Centro de Estudos e Pesquisas Dr. João Amorim. Possuía capacidade planejada em sua inauguração de 25 mil atendimentos de urgência por mês e 245 leitos de internação.

### Informatização da rede municipal de saúde
Durante o ano de 2008 foi implementado pela prefeitura de São Paulo o programa de informatização da rede municipal de saúde, delegando a tarefa do controle das firas de espera e entregas de medicamentos, além integração com o SUS, para um sistema informatizado.
O sistema integrou mais de 650 unidades de saúde municipais, com cada uma recebendo em média oito terminais eletrônicos, adiquidos da distribuidora Cobra e Tecnoworld. O sistema funciona em terminais thin clients e é baseado em uma plataforma acessada a partir da Internet.

### Projeto de gentrificação da região da Luz
Kassab deu prosseguimento ao projeto iniciado por José Serra chamado Nova Luz, o qual visaria a revitalização de uma região do centro de São Paulo popularmente conhecida como Cracolândia, região carente do Centro, marcado por fortes atividades de tráfico de drogas e prostituição. O projeto planeja transformar a região em um pólo comercial, visando principalmente empreendimentos da área de tecnologia, com incentivos fiscais, como redução do IPTU e ITBI para empresas que investirem mais de cinquenta mil reais no local, além de desconto de 60% no ISS e créditos extras para o Bilhete Único.  A implementação prevê a demolição ou revitalização de 23 quarteirões, com 1,5 mil imóveis e 230 mil metros quadrados de área na primeira fase do projeto. O local será dividido em dois perímetros: o primeiro de utilidade publica, com uma praça, o novo prédio da subprefeitura da Sé, o Museu da Criança, a sede da Guarda Civil, o Complexo Cultural Luz, que abrigará o Teatro da Dança de São Paulo e outros aparatos públicos, e o segundo perímetro, o maior, destinado exclusivamente a investimentos por empresas interessadas. O projeto também prevê o alargamento das calçadas e um projeto paisagístico na região da Rua Santa Ifigênia, famoso pólo de venda de produtos de informática.
Seus críticos apelidaram pejorativamente o projeto de "arrasa-quarteirão". Segundo esses críticos, entre os quais professores do Laboratório de Habitação e Assentamentos Humanos da FAUUSP, além de ser simplista e excludente, o  projeto Nova Luz despreza a capacidade de nossos arquitetos, engenheiros, sociólogos e empreendedores imobiliários de enfrentar uma agenda complexa com soluções mais criativas e inovadoras.
Segundo o secretário do Conselho de Defesa dos Direitos da Pessoa Humana (Condepe), Ariel de Castro Alves, a Prefeitura e o governo estadual "têm políticas de higienização social, de limpeza, uma política extremamente fascista, inaceitável, de exclusão ainda maior dos pobres". O padre Júlio Renato Lancelotti acusou a Prefeitura de São Paulo de promover uma política de limpeza social contra a população de rua da área central da cidade. Ariel de Castro Alves, ligado a movimentos de defesa dos Direitos Humanos, é um antigo desafeto do PSDB, tendo sido apontado em 2005 pelo então governador Geraldo Alckmin como um dos principais responsáveis pelas rebeliões nas unidades da Febem ocorridas naquele ano. . Apesar das críticas negativas, o governo afirma que o projeto deverá beneficiar mil famílias de baixa renda que vivem na região com moradias populares, sendo esta uma das contrapartidas exigidas das concessionárias contratadas para o projeto.
Já segundo o presidente do Banco Central do Brasil, Henrique Meirelles, o projeto Nova Luz é "um passo adiante" por parte da prefeitura e, talvez, a obra mais importante da capital paulista. O governador de São Paulo em 2010, Alberto Goldman, também aprova o projeto, afirmando que todas as instituições culturais da região serão beneficiadas.
Segundo a revista do Sindicato da Indústria da Construção Civil do Estado de São Paulo (SindusCon-SP), houve melhora na coleta de lixo e limpeza da região central. O volume de lixo coletado triplicou com o aumento no número de garis.  Não obstante o jornal Folha de S.Paulo acusa Kassab de ter gasto mais em propaganda do que o valor que mandou cortar nas verbas de limpeza pública em 2009.

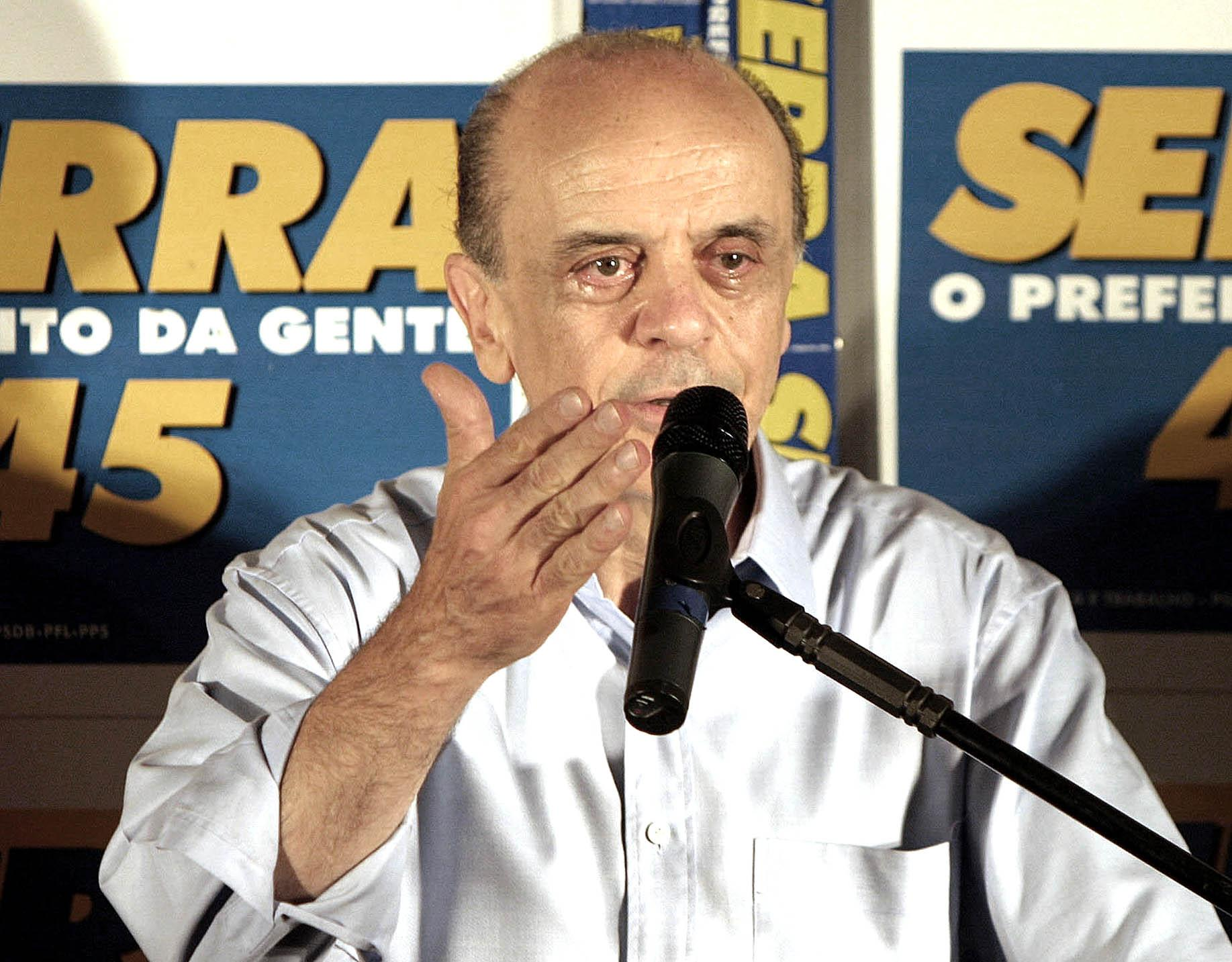
Serra no primeiro pronunciamento como prefeito eleito de São Paulo em 2004. Foto: Antônio Milena/ABr

### Decreto de poluição sonora em feiras
Um decreto publicado no diário oficial de São Paulo no dia 8 de março de 2007 proibiu o uso por parte de feirantes de equipamentos eletrônicos como alto-falantes e amplificadores para divulgação de seus produtos. Inicialmente, uma falha de publicação da lei pelo diário oficial fez aparentar que todos os feirantes estavam proibidos de gritar em feiras, o que causou uma polêmica temporária. Em 13 de abril, a prefeitura reiterou que a lei só vale para equipamentos eletrônicos, e o decreto foi publicado novamente em 14 de abril, e que feirantes estavam livres para divulgar seus produtos da maneira convencional novamente.

### Reajuste das tarifas de ônibus
No fim de novembro as tarifas dos ônibus municipais foram reajustadas em 15%, ante inflação de 7% (IPCA) no período entre o atual ajuste e o anterior. Apesar de o aumento ter sido bem menor do que, por exemplo, os dois promovidos pela ex-prefeita Marta Suplicy durante sua gestão (21,4% e 21,7%, também acima da inflação), estudantes promoveram protestos em frente à prefeitura, no Viaduto do Chá, e em terminais urbanos. Sua ação, contudo, não provocou alteração ou manifestações por parte do poder público municipal, apesar de o prefeito ter lamentado publicamente o fato, responsabilizando a criação do Bilhete Único durante a gestão de Suplicy por um rombo nos transportes.
De acordo com o político, a criação do Bilhete Único ocorreu em momento precipitado e irresponsável. Pouco antes do reajuste, em pesquisa realizada pela Associação Nacional de Transportes Públicos (ANTP) durante agosto e setembro deste ano, foi demonstrado que a satisfação dos paulistanos com os ônibus atingiu seu menor nível na década: apenas 48% em 2006.. Contudo, os escassos subsídios oferecidos ao transporte público na cidade fazem com que São Paulo tenha uma das tarifas mais altas do mundo: enquanto o passageiro arca com 86% dos custos na capital paulista, em Nova Iorque esse mesmo porcentual é de 32% e de apenas 10% em Roma.

### Alteração da fórmula do IPTU
Ainda em 2006, a prefeitura propôs uma alteração na fórmula de cálculo do Imposto Predial (que forma o IPTU, junto com o Imposto Territorial) conforme a região da cidade. No modelo atual, o metro quadrado de área construída é taxado de forma igual no Centro (mais valorizado) e na periferia (menos valorizada). A Prefeitura propôs que o metro quadrado de área construída no centro passasse a ser 10% mais caro do que o da periferia, criando ainda uma zona intermediária entre as duas áreas, que não sofreria alteração. O resultado, segundo anunciou a Secretaria de Finanças, seria uma redução do IPTU na periferia em torno de 7% e um aumento do IPTU de residências no Centro em torno de 3%.
A medida teve reação negativa dos meios de comunicação, mais suscetíveis à opinião das classes média e alta que predominam na área central; também protestaram associações de classe de profissionais liberais e a Associação Comercial. Durante a tramitação no Legislativo municipal, a prefeitura recuou, diante da impopularidade da medida, e anunciou que o IPTU sofreria apenas a correção da inflação, medida pelo IPCA.
Em 2007 foi aprovado um pequeno projeto de alteração para devolução do dinheiro pago em IPTU, ou isenção caso não tenha sido pago ainda, para famílias afetadas por enchentes. A lei já está regulamentada e em vigor.

### Oscar Maroni Filho e Oscar's Hotel
Com o acidente do voo TAM 3054 no aeroporto de Congonhas na cidade de São Paulo em 17 de julho de 2007, vários órgãos federais e estaduais passaram a coletar dados com as reclamações mais frequentes dos pilotos sobre este aeroporto e repassar para a prefeitura de São Paulo, além de análises técnicas. Entre as que cabiam à prefeitura estavam interferência causada por rádios piratas e uma edificação acima da altura permitida na direção da pista principal do aeroporto.
O prédio em questão é o Oscar's Hotel, pertencente ao empresário Oscar Maroni Filho, que ainda não havia sido inaugurado, mas estava em fase final de construção. Oscar Maroni é um notório por ser dono da casa de prostituição de luxo Bahamas, situada logo ao lado do hotel. O hotel está localizado a 600 metros da cabeceira da pista do aeroporto, possui 11 andares, e a liberação da construção foi marcada por várias controvérsias, inclusive a de que Oscar submeteu um projeto para avaliação da prefeitura e órgãos competentes mas executou outro completamente diferente na construção.
A prefeitura por sua vez entrou com processo pedindo autorização para demolição do hotel, iniciando uma batalha judicial onde o hotel foi interditado e liberado várias vezes. Logo o processo passou a ser contra o próprio Oscar Maroni, que passou a ser acusado de tráfico de mulheres e exploração de prostituição, acusações severamente agravadas por uma declaração do próprio Oscar de que ele promoveria prostituição de luxo. Vale lembrar que prostituição não é ilegal no Brasil desde que as garotas de programa já tenham alcançado a maioridade, façam isto por vontade própria e não exponham nenhuma parte erógena do corpo em vias públicas, o que é qualificado como atentado ao pudor, mas é ilegal que uma pessoa tenha participação nos lucros da garota de programa, o que é qualificado como exploração.
Oscar Maroni acabou preso em 17 de agosto de 2007 sob a acusação de favorecer prostituição, evento que causou grande repercussão na mídia, onde a defesa de Oscar acusou a prefeitura, especificamente o prefeito Gilberto Kassab, de explorar de forma eleitoreira o evento e de perseguição contra o empresário. A defesa também tentou diversas manobras, como um pedido de habeas corpus arquivado pelo STF, e até mesmo chegou a requerer asilo em outros países, alegando perseguição política.
Atualmente, Oscar Maroni está em liberdade. Candidatou-se a vereador nas eleições municipais de 2008, sem sucesso.[carece de fontes?]

### Irregularidades da merenda escolar
O sistema de merenda escolar da cidade de São Paulo foi sendo gradativamente terceirizado desde 2001, durante a gestão Marta Suplicy. Segundo a FIPE, os contratos de terceirização não seriam vantajosos para a prefeitura. O promotor Sílvio Marques, do Ministério Público Estadual entrou, em 4 de agosto de 2009, com uma ação na Justiça pedindo medida liminar para que fosse proibida a terceirização da merenda escolar na cidade de São Paulo. "De acordo com Marques, o custo da merenda terceirizada é, pelo menos, 30% superior ao custo da merenda feita pelo município.". Segundo Marques, sempre houve denúncias da utilização de alimentos estragados, entre outras reclamações, nas merendas feitas pelas seis companhias investigadas, e propinas teriam sido pagas pelas empresas a governantes, nas gestões de Marta, José Serra e Kassab.. Os acusados, ouvidos pela reportagem, ou não se manifestaram, ou consideraram todas as acusações "absurdas".
Entre 2006 e 2007, o CAE (Conselho de Alimentação Escolar, órgão independente que fiscaliza a merenda escolar na cidade de São Paulo) encontrou em vistorias realizadas, num total de 135 unidades visitadas, alimentos vencidos e salsichas que era cortadas em três para render mais..
O documento onde estava registrado algumas irregularidades foi extraviado do CAE, e o sumiço de papéis da merenda escolar virou alvo de inquérito policial em São Paulo. A polícia decidiu abrir a investigação quatro meses e meio após ser informada do desaparecimento dos relatórios de vistoria que apontavam problemas na alimentação fornecida por empresas terceirizadas aos estudantes da rede municipal. A decisão foi divulgada pela Secretaria da Segurança Pública em nota sobre as providências tomadas a partir do boletim de ocorrência de supressão de documentos registrado em 8 de outubro de 2008. Os documentos do inquérito estavam num armário, numa área cedida pelo Departamento de Merenda Escolar no edifício onde funciona a Secretaria Municipal de Gestão, na rua Libero Badaró. Seu desaparecimento foi descoberto por um conselheiro que tentou consultar os documentos no dia 23 de setembro de 2008.
A Secretaria Municipal de Gestão declarou que em função da denúncia feita pelo CAE, embora não houvesse registro público do conteúdo arquivado, foi proposta a criação de uma comissão de averiguação preliminar.
Em 2009 foi denunciado, pelo Ministério Público Estadual a suposta existência de um cartel que estaria atuando em catorze cidades do Estado de São Paulo, envolvendo mais de dez fornecedores, visando eliminar a concorrência nas licitações publicas de merenda escolar e ajustar os preços . O Secretário Municipal de Saúde de São Paulo, Januário Montone, é um dos investigados.
Apesar de ter assinado um novo contrato de terceirização da merenda escolar em julho de 2009, denúncias de má qualidade das refeições continuam sendo feitas pelo CAE. As inspeções revelaram, em novembro de 2009, a presença de pombos nos refeitórios onde os alunos comem, excesso de moscas, alimentos vencidos no estoque e ovos mofados em algumas escolas da rede municipal de ensino.

## 2009

### Congelamento das tarifas e subsídios do transporte público
A tarifa de ônibus na cidade de São Paulo foi mantida em 2,30 reais desde outubro de 2006 até o fim de 2009, conforme compromisso assumido pela prefeitura, que, para isto, concedeu subsídios às empresas de transporte público, considerando custos do serviço, incluindo manutenção e depreciação de veículos, instalações e pessoal. Os subsídios em 2008 atingiram 660 milhões de reais para o transporte de 4,5 milhões de passageiros por dia.
No início de 2009, as empresas de transporte alegaram que a prefeitura — argumentando reflexos da Grande Recessão — reduzira em até 90% os bônus contratuais, ajustados de acordo com a idade do ônibus, além de reajustar os subsídios em 7%, índice que as empresas afirmavam ser inferior ao aumento dos custos de manutenção do sistema ocorrido entre 2008 e 2009.
Os problemas referentes aos subsídios, somados ao aumento de custos decorrentes de negociações salariais com os funcionários das empresas, teriam causado uma redução na compra de novos veículos — de 1,7 mil em 2008, para 175 em 2009 — em uma tentativa de manter a tarifa congelada, além da promessa da prefeitura de quitar eventuais dívidas com as empresas de transporte em 2010. Assim, a saída da gestão Kassab para não reajustar a tarifa e evitar o aumento do valor dos subsídios foi diminuir os incentivos concedidos às empresas que renovam a frota.
Em maio de 2009, visando a manter o preço da tarifa em 2,30 reais, a prefeitura reverteu sua decisão de reduzir os subsídios. Assim, foi autorizada a reserva de 76 milhões de reais para repasse às empresas até o fim do ano, mantendo-se os subsídios no mesmo patamar de 2008, conforme a proposta orçamentária original para 2009.
O montante destinado às empresas voltou a ser de seiscentos milhões de reais.

### Operação Castelo de Areia
Na Operação Castelo de Areia, que investiga eventuais crimes envolvendo executivos do Grupo Camargo Correa (atual Mover Participações), foi apurado que o secretário de Habitação de Gilberto Kassab, Elton Zacarias, teria recebido um milhão de reais para facilitar a liberação de um terreno na capital paulista que interessava à construtora. Teriam sido beneficiados também o presidente da Câmara Municipal, Antônio Carlos Rodrigues, o vereador Toninho Paiva e o deputado Valdemar Costa Neto, todos do PR.

### Enchentes no Jardim Pantanal
Um período de fortes chuvas começou em São Paulo a partir de 7 de dezembro de 2009, onde em 16 dias choveu 87% do esperado para todo mês de dezembro. Durante esse período de chuvas, o bairro do Jardim Pantanal, no extremo leste da capital paulista, ficou alagado por vários dias consecutivos.
Surgiram rumores entre os moradores do bairro de que as comportas da "barragem da Penha" haviam sido fechadas para proteger a Marginal Tietê, o que teria contribuído para a inundação do Jardim Pantanal. Segundo o informado o jornal Folha de S.Paulo, "as seis comportas da barragem da Penha, na zona leste de São Paulo, foram completamente fechadas às 2h50 do dia 8 de dezembro, dia em que a cidade enfrentou fortes temporais e viu diversos pontos alagarem como há muito tempo não se via. Somente dois dias depois, às 17h20, todas as comportas foram abertas".
As autoridades responsáveis responderam aos rumores em nota ofical, afirmando que nenhuma comporta havia sido fechada. O efeito da inundação era esperado, segundo a Secretaria de Saneamento e Energia (SSE), a Companhia de Saneamento Básico do Estado de São Paulo (Sabesp) e o Departamento de Águas e Energia Elétrica (DAEE), pelo fato de o bairro estar em uma área de várzea, combinado com o volume anormal de chuvas.
Desde julho de 2009 o Jardim Pantanal estava sendo revitalizado, conforme projeto-piloto da CDHU, abrangendo uma área de aproximadamente novecentos mil metros quadrados. Entre outras melhorias, o projeto previa obras de urbanização, com instalação de redes de água, esgoto e energia elétrica. Segundo os moradores, algumas das obras realizadas, tais como o asfaltamento de vias, a construção do conjuntos habitacionais, incluindo Vila Jacuí B2, recentemente inaugurado, com 6 372 moradias, e de um Centro Educacional Unificado (CEU), teriam provocado aumento da impermeabilização do solo no local, contribuindo para agravar o problema de alagamento da área.
Um problema na Estação de Tratamento de Esgotos (ETE) da Sabesp em São Miguel Paulista, danificada pelas fortes chuvas, fez com que todas as bombas fossem desligadas para manutenção. Os efluentes foram então escoados diretamente para o rio Tietê, enquanto o problema da ETE era sanado. Parte desses efluentes foi parar no Jardim Pantanal, que fica exatamente na várzea do rio.. A estação de tratamento permaneceu parada por um período de nove dias, período em que foram registrados nove casos suspeitos de leptospirose, sendo que em 2008 apenas um caso foi registrado no distrito de São Miguel Paulista, onde se localiza o Jardim Pantanal.[carece de fontes?]

## 2010-2011

### Restituição da taxa de inspeção veicular ambiental
Iniciando em 2010, todos os veículos aprovados pela inspeção veicular ambiental no ano de 2009 e nas inspeções futuras têm o direito de receber de forma integral o valor pago pela inspeção, desde que provado a inexistência de débitos pendentes com a Prefeitura.

### Obras de expansão e inaugurações no Metrô
A gestão de 2010 e 2011 de Kassab foi marcada pelas sucessivas inaugurações de novas estações no Metrô de São Paulo, em uma parceria com o Governo do Estado, como resultado da aceleração das obras de expansão iniciadas nos anos anteriores convergirem suas conclusões nestes dois anos. A linha mais afetada pelas novas inaugurações foi a Linha 2-Verde, além do inicio das operações da nova Linha 4-Amarela.
Foram inauguradas, no ano de 2010 e 2011, com destaque para as linhas 2 e 4:
- Linha 2 (2010): Estação Sacomã.
- Linha 2 (2010): Estação Vila Prudente.
- Linha 2 (2010): Estação Tamanduateí.
- Linha 4 (2010): Estação Paulista.
- Linha 4 (2010): Estação Faria Lima.
- Linha 4 (2011): Estação Butantã.
- Linha 4 (2011): Estação Pinheiros.

A inauguração da Linha 4 também marcou o inicio de um novo modelo de operação para o Metrô na forma de parceria público-privada, operada pela empresa privada ViaQuatro, uma subsidiaria da CCR.

### Fim do congelamento da tarifa de ônibus
O congelamento da tarifa de ônibus em São Paulo terminou em 4 de janeiro de 2010, quando houve um aumento de 17,4%, e o preço da passagem passou de 2,30 reais para 2,70 reais. Um ano depois, o preço chegou a três reais após novo aumento, agora de 11,11%. Segundo o Banco Central, a inflação medida pelo IPCA em 2010 devia situar-se entre 5% e 6%. No mesmo período, o aumento da tarifas foi de 30,4%.

## 2012

### Operação Cracolândia
A Operação cracolândia, também conhecida como "Operação Sufoco", foi uma operação policial e política levada a cabo por autoridades das esferas estadual e municipal na cidade de São Paulo na região da "Cracolândia", nas proximidades da rua Helvétia. Iniciada no dia 3 de janeiro de 2012, a operação, cujo objetivo era combater o tráfico e expulsar viciados em crack, foi caracterizada por repressão policial aos usuários de drogas, o que culminou com a dispersão de usuários por outros bairros da cidade de São Paulo. As autoridades alegam ter empregado uma estratégia de "dor e sofrimento" para conter o avanço da dependência de crack, estratégia essa que se fundamentaria em ações de repressão a usuários e traficantes, visando a obrigar os viciados a buscar internação médica por meio do sofrimento psicológico. A Polícia Militar foi  a principal responsável pela repressão de usuários e traficantes na região.
A ação foi seguida de denúncias de violação de direitos humanos e protestos de ativistas políticos. No dia 25 de janeiro, quatro ONGs enviaram uma denúncia formal às Nações Unidas denunciando violações de direitos humanos na operação policial. Na teoria, a ação preparada pelo governador Geraldo Alckmin (PSDB) em conjunto com o prefeito Gilberto Kassab (PSD) consistiria em um plano de repressão ao tráfico, dispersão de usuários, derrubada de cortiços e tratamento de viciados. No entanto, os centros de tratamento foram abertos meses após a operação policial. Dias depois, autoridades municipais relataram não ter sido informadas da intervenção pelo comando da PM com antecedência. O próprio prefeito, contudo, negou tais alegações. A Secretaria Municipal da Assistência Social e outros setores ligados ao amparo social só ficaram sabendo da data da operação com cinco dias de antecedência. Segundo alguns jornais, a operação foi precipitada por interesses políticos: Gilberto Kassab e Geraldo Alckmin teriam se unido por temer que o ministro da Saúde, Alexandre Padilha (PT), anunciasse algum pacote federal para a área.

## Desempenho nas pesquisas de opinião
Em pesquisa realizada pelo instituto Datafolha em março de 2007, após um ano de Gilberto Kassab a frente da prefeitura paulistana os paulistanos deram nota média de 3,9 para Kassab. A rejeição e a aprovação a Kassab são idênticas às de Celso Pitta (1997-2000), após um ano de gestão. Mas ele deixou o cargo com 81% de rejeição. José Serra (PSDB) e Marta Suplicy (PT), mais conhecidos pela população, tinham índices bem melhores após um ano no cargo. Marta, ao final de 2001, era aprovada por 28% e tinha rejeição por 34% dos paulistanos. Serra tinha 41% de ótimo ou bom e 23% de ruim ou péssimo em dezembro de 2005. Consideram Kassab regular 36% dos entrevistados e 7% não souberam avaliar sua gestão..
Parte da rejeição se deve ao episódio que mais marcou esse primeiro ano de Kassab. Foi quando, o prefeito expulsou aos gritos de "vagabundo", dentro de um posto de saúde, um homem que supostamente protestava. Kassab se justificou afirmando que protestar dentro de um posto de saúde, junto a pessoas doentes, é impróprio. A repercussão do ato foi negativa. Outra marca foi o reajuste da tarifa de ônibus acima da inflação, provocado pelo aumento do valor do diesel, que, apesar de inferior ao reajuste da gestão Marta Suplicy, gerou protestos.
O primeiro ano de Kassab foi marcado ainda pela Lei Cidade Limpa, que quase extinguiu a propaganda nas ruas e sofreu no início com decisões judiciais contrárias, mas que foi consolidada.
A aprovação da gestão Kassab, porém, passou a subir ainda no mesmo ano, chegando ao seu ponto mais alto em agosto de 2008, segundo a última pesquisa Datafolha. De acordo com a pesquisa, 40% dos entrevistados consideram a gestão ótima ou boa, enquanto 38% avaliam como regular. A taxa de ruim ou péssimo é de 20%. A nota média dada à administração também subiu, para 5,7. Segundo o jornal Folha de S.Paulo, "os números gerais da pesquisa se assemelham muito aos índices obtidos por Marta em setembro de 2004, quando ela atingiu sua melhor avaliação, com uma taxa de 42% dos que consideravam sua gestão ótima ou boa, diante de 20% dos que a viam como ruim ou péssima".
A pesquisa ainda informa que "o aumento mais acentuado da popularidade da gestão Kassab ocorreu entre a população de baixa renda, que recebe até dois salários mínimos", embora a aprovação também tenha aumentado entre os que ganham mais de dez salários mínimos.
O pico de popularidade de Gilberto Kassab, quando obtinha 61% de aprovação, foi atingido em outubro de 2008, mês de sua eleição. Em março de 2009, o índice era de 45%. Em dezembro de 2009 o total dos que indicam administração como ótima ou boa é de 39%.
Pesquisa do IBOPE, publicada em janeiro de 2010, mês em que a cidade de São Paulo foi castigada por fortes enchentes, apontou uma queda de sua popularidade: a "aprovação da gestão do prefeito Gilberto Kassab (DEM) teve forte queda no último ano. Dados da pesquisa Ibope apontam redução de 46% para 28% entre as pessoas que a consideram ótima/boa. Por outro lado, os que a avaliam ruim/péssima mais que dobraram, passando de 12% para 26%" 

## Equipe de secretariado
Lista de pastas e respectivos gestores a completar:
- Rubens Chammas, Secretaria de Planejamento
- Célia Regina Falótico, Secretaria de Educação
- Eduardo Jorge, Secretaria do Verde e do Meio Ambiente
- Carlos Augusto Calil, Secretaria de Cultura[101].